# بن كابانجو
بنجامين كابانجو (من مواليد 30 مايو 2000) هو لاعب كرة قدم ويلزي محترف يلعب كمدافع لفريق سوانزي سيتي ومنتخب ويلز.

## حياته المبكره
وُلد كابانجو في كارديف لأب أنغولي وأم ويلزية. لديه أخ أصغر اسمه ثيو يلعب لعبة الركبي.  التحق بمدرسة شاملة للغة الويلزية.  

## مسيرته الكروية
بدأ كابانجو مسيرته كلاعب شاب مع فريق الهواة المحلي مايني كوريس، حيث كان والده باولو مدربًا فيه، قبل أن ينضم إلى أكاديمية الشباب في مقاطعة نيوبورت،  حيث لعب في فئة أقل من 13 عامًا إلى أقل من 15 عامًا. انتقل إلى أكاديمية سوانزي سيتي حيث قاد فريق تحت 19 عامًا للفوز بكأس ويلز للشباب في 2018 وساعد فريق تحت 23 عامًا على الوصول إلى نهائي كأس الدوري الممتاز.  
في يونيو 2018، وقع كابانجو مع نادي ذا نيو سينتس حامل لقب الدوري الويلزي الممتاز على سبيل الإعارة لمدة ستة أشهر.  ظهر لأول مرة مع الفريق في هزيمة فريقه 5-0 أمام الفريق المقدوني نادي شكينديا في مباراة الذهاب من الجولة التأهيلية الأولى من دوري أبطال أوروبا.  في مباراة الإياب، سجل كابانجو هدفه الأول مع الفريق ولكن تم إقصائهم في مجموع المباراتين. 
في 13 أغسطس 2019، ظهر لأول مرة مع فريق سوانزي سيتي بفوزه بنتيجة 3-1 على نورثهامبتون تاون في الجولة الأولى من كأس رابطة الأندية الإنجليزية.  ظهر لأول مرة في الدوري كبديل ضد هدرسفيلد تاون في 26 نوفمبر 2019. 

## مسيرته الدولية
ظهر كابانجو لأول مرة مع منتخب ويلز في مباراة دولية كبديل في الشوط الثاني خلال المباراة ضد فنلندا في 3 سبتمبر 2020، والتي فازت فيها ويلز 1-0. 

## روابط خارجية
- بن كابانجو على موقع الاتحاد الدولي (مؤرشف)  (الإنجليزية)
- بن كابانجو على موقع الاتحاد الأوربي (الإنجليزية)
- بن كابانجو على موقع قاعدة بيانات كرة القدم.إي يو (الإنجليزية)
- بن كابانجو على موقع ناشيونال فوتبول تيمز (الإنجليزية)
- بن كابانجو على موقع Soccerbase.com (لاعب) (الإنجليزية)
- بن كابانجو على موقع Soccerway.com (الإنجليزية)
- بن كابانجو على موقع عالم كرة القدم.نت (الإنجليزية)

- بن كابانجو  على سكروي